# Stazione di Minervino Murge
Stazione di Minervino Murge vasútállomás Olaszországban, Puglia régióban, Minervino Murge településen.

## Vasútvonalak
Az állomást az alábbi vasútvonalak érintik:
- Barletta–Spinazzola-vasútvonal

## Kapcsolódó állomások
A vasútállomáshoz az alábbi állomások vannak a legközelebb: 